# Sychtyn
Sychtyn var en civil parish från 1866 till 1967 då den blev en del av Oswestry Rural, i grevskapet Shropshire, i England. Civil parish var belägen 6 km från Oswestry och hade 120 invånare år 1961.